# Acaena exigua
Acaena exigua é uma espécie de rosácea do gênero Acaena, pertencente à família Rosaceae.